# Хайнрих VIII фон Флекенщайн
Хайнрих VIII фон Флекенщайн „Млади“ (на немски: Heinrich VIII von Fleckenstein; † между 24 декември 1347 и 28 февруари 1348) от благородническата фамилия Флекенщайн, е господар на замък Флекенщайн (Château de Fleckenstein) до северните Вогези в Елзас.

## Произход
Той е син на Хайнрих VII фон Флекенщайн (V) († между 19 юли – 13 декември 1360), господар на Байнхайм, майор на Страсбург, и съпругата му Елза фон Васелнхайм († сл. 3 декември 1367), дъщеря на Гоцо (Гьоц), фогт на Васелнхайм. Внук е на Хайнрих IV фон Флекенщайн († 1305) и Агнес фон Сарверден. Той има две сестри Агнес († сл. 1365), омъжена за рицар Йохан фон Тан († сл. 1365), и Кунигунда фон Флекенщайн († 10 август 1353). Роднина е на Йохан II фон Флекенщайн († 1426), княжески епископ на Вормс (1410 – 1426).
Фамилията фон Флекенщайн е издигната през 1467 г. в съсловието на имперските фрайхерен.

## Фамилия
Хайнрих VIII фон Флекенщайн се жени пр. 1333 г. за Елизабет фон Варсберг-Сарбрюкен-Дагщул († сл. 23 декември 1345), вдовица на Йохан IV фон Брукен († 1333), господар на Хунзинген, внучка на Боемунд I фон Саарбрюкен († 1308), дъщеря на рицар Боемунд II фон Саарбрюкен–Дагщул († 24 декември 1339) и Агнес фон Финстинген-Шваненхалс († сл. 1331), дъщеря на Хуго I фон Финстинген († сл. 1304). Те имат две деца:
- Хайнрих XI фон Флекенщайн (III) († 1420), господар на Дагщул, Хунзинген и Байнхайм, рицар, основател на линията Дагщул, женен I. пр. 1362 г. за Йохана фом Хауз-Изенхайм († сл. 1378), II. сл. 1378 г. за графиня Агнес фон Мьорз-Сарверден, родители на Йохан фон Флекенщайн († 1436), епископ на Базел (1423 – 1436).
- Маргарета фон Флекенщайн († сл. 1403)

## Галерия
- Замък Флекенщайн
- Останки от замък Флекенщайн